# Интерференција
Интерференција је у физици, појава узајамног утицаја таласа, чији резултат може бити њихово слабљење, појачавање или поништавање. Интерференција је веома сложен физички процес. Интерференција се обично дешава при интеракцији таласа који су у корелацији или кохерентни, било зато што долазе из истог извора, или зато што имају исту или скоро исту фреквенцију. Ефекти интерференције се јављају код свих врста таласа, на пример, светлосни, радио, акустични и таласи водене површине. У комуникацији, појам означава измене и сметње у поруци која путује између пошиљаоца и примаоца. 
Интерференција таласа је међуделовање два или више таласа (редовно једнаке таласне дужине) који истодобно пролазе кроз исти простор. Збива се код свих таласа (механичких, електромагнетних, таласа на води) и генерално код свих периодичних кретања. Амплитуда резултантног таласа може бити већа или мања од амплитуда појединих изворних таласа, што зависи од односа међу њиховим фазама. На пример два интерферирајућа таласа једнаке таласне дужине, амплитуде и фазе појачавају се, а ако су један према другом у фази помакнути за половину таласне дужине, њихово се деловање поништава. Интерференција се може запазити само ако у свакој тачки простора у којем се шире интерферирајући таласи постоји стална разлика у фази међу тим таласима (услов кохерентности), јер се тиме осигурава стални просторни распоред минимума и максимума резултантнога таласа (интерференцијска слика). Њутнови прстенови и пруге интерференције примери су интерференцијских слика насталих слагањем кохерентних снопова светлости. Будући да размаци међу минимумима и максимумима интерференцијске слике зависе од таласне дужине интерферирајућих таласа, могуће је, мерећи те размаке, одредити таласну дужину; обрнуто, када се познаје таласна дужина, могу се одредити и размаци.
Посматрањем таласа на мору види се често како се један талас прелива преко другога. На једном месту састају се дакле 2 различита таласа, те честице средства примају енергију осциловања од 2 различита извора. У том случају долази до збрајања или суперпозиције осцилација на том месту. Та се суперпозиција осциловања зове укрштавање или интерференција таласа. Типични случајеви су:
- интерференција 2 линеарна таласа исте таласне дужине, исте фреквенције, исте амплитуде и исте фазе даје резултирајући талас који се добије тако да им се амплитуде алгебарски саберу. Таласи се у том случају појачавају;
- интерференција 2 линеарна таласа исте таласне дужине, исте фреквенције, а различите амплитуде с помаком фазе од половине таласне дужине поништава таласе;
- интерференција 2 линеарна таласа исте таласне дужине, исте фреквенције, те исте амплитуде с помаком фазе од половине таласне дужине, даје ослабљени талас тако да им се амплитуде одбијају;
- интерференција 2 линеарна таласа исте таласне дужине, исте фреквенције, а различите амплитуде с било којим помаком фазе даје резултирајући талас тако да им се амплитуде алгебарски зброје.

Према томе, интерференцијом таласа који се шире, на пример по површини воде настају таласи различитог облика. На оним местима где се састају таласи у фази, то јест брег с брегом, а дол с долом, настаје појачање, а на оним местима где се састају таласи у противфази, то јест брег с долом, таласи слабе или се укидају. Интерференцијом таласа различитих амплитуда и фреквенција настају таласи различитих таласних дужина и замршених облика.

## Механизам
Принцип суперпозиције таласа налаже да када два или више таласа инцидирају у истој тачки, укупни отклон је једнак векторској суми отклона индивидуалних таласа. Ако врх таласа сусреће врх другог таласа исте фреквенције у истој тачки, онда величина отклона је једнака суми индивидуалних отклона – конструктивна интерференција. Ако врх једног таласа среће дољу другог таласа онда је величина отклона једнака разлици индивидуалних величина – деструктивна интерференција.
| комбиновани талас |                              |                             |
| талас 1           |                              |                             |
| талас 2           |                              |                             |
|                   | Конструктивна интерференција | Деструктивна интерференција |

Конструктивна интерференција се јавља када је фазна разлика између таласа производ 2π, док се деструктивна интерференција јавља када је разлика π, 3π, 5π, итд. Ако је разлика између фаза између та два екстрема, онда је величина отклона сумираних таласа између минималне и максималне величине.
Узмимо, на пример, шта се дешава када се два идентична камена испусте у миран базен са водом на различитим местима. Сваки камен генерише циркуларни талас који се креће од тачке где је камен испуштен. Када се два таласа преклопе, коначни отклон у одређеној тачки је сума отклона индивидуалних таласа. У неким тачкама, они ће бити у фази и даваће максимални отклон. У другим тачкама, таласи ће бити у антифази и неће бити коначног отклона. Стога, делови површине ће бити стационарни — они се виде на горњој слици и десно као стационарне плаво-зелене линије које се радијално шире од центра.

## Интерферометар
Интерферометар је мерни инструмент који електромагнетне или механичке таласе извора прима помоћу два или више објектива (детектора) те се помоћу пруга интерференције таласа спроводе прецизна мерења. Први интерферометар применио је Томас Јанг у експерименту (1805) којим је истраживао природу светлости. Значајан допринос развоју интерферометара дао је Алберт Абрахам Мајкелсон: он је помоћу интерферометра (1877) покушао да измерити брзину светлости, с Едвардом Вилијамсом Морлијем је (1887) доказао непостојање етера. Својим радом он је унапредио и оптичке астрономске интерферометре којима је мерио пречнике звезда. Половином 20. века, по начелима оптичке интерферометрије, конструисани су радиоинтерферометри састављени од два и више радио телескопа којима је избегнута градња великих антена и знатно повећано угаоно разлучивање (дугобазична интерферометрија). Данас се оптички интерферометри широко користе за бројне намене у спектроскопији, астрономији, физици, геодезији и другим наукама, индустрији и друго. Ултразвучни интерферометри омогућавају прецизно одређивање брзина ултразвука у течностима.

### Дугобазична интерферометрија
Дугобазична интерферометрија или VLBI (акроним од енгл. Very Long Baseline Interferometry: интерферометар с врло дугачком базом) је врста астрономске интерферометрије, која се користи у радио астрономији, а преставља употребу међусобно повезаних и пажљиво координисаних радио телескопа размештених широм света, тако да делују као један. Она омогућује истовремено посматрање с више радио телескопа, тако да се обрадом података добија посматрање као да је вршено једним радио телескопом, величине пропорционалне размаку између њих. 
Утврђивање постојања радиоизвора, најчешће извора чији су сигнали врло слаби и постизање што веће резолуције код радио телескопа је ограничено. Због повећања угаоног разлучивања (резолуције) и одређивања структуре врло слабих извангалактичких радиоизвора, астрономи су средином 1960-тих, по начелима оптичке интерферометрије, конструирали радио интерферометре.
Конструкцијом радиоинтерферометара, система од два или више радио телескопа, дужина базе (удаљеност између антена) једнака је ефективном пречнику радио телескопа. На тај је начин избегнута градња великих антена, а знатно је повећано угаоно разлучивање (резолуција). У првим су интерферометријским мерењима (енгл. Short Baseline Interferometry – SBI), радиосигнали примани пријемницима с осцилатором и преко кабла преношени у средишњу корелацијску станицу. Удруживање телескопа при проматрању на пример квазара или праћењу свемирске летелице Касини—Хајгенс приликом пада у атмосферу Титана, омогућава знатно повећање разлучивања.

## Поларизација и интерференција светлости
Код лонгитудиналних таласа, на пример звука, титрања се збивају у смеру ширења таласа, па су и све равни које пролазе кроз зрак таласа једнаке. Исак Њутн је открио поларизацију светлости 1717. године. Будући да је као могућу претпоставку узимао само лонгитудиналне таласе, занемарио је целокупну теорију светлости. Њутнов је закључак био утолико погрешан што није мислио на трансверзалне таласе. Поларизација је могућа код трансверзалних таласа где се осциловање врши нормално на смер ширења. Ту је на пример раван у којој осцилује електрично поље истакнута пред другом. Трансверзалност таласа светлости види се најбоље кад се поларизовани талас пушта кроз особени талас, на пример Николову призму. Већ према томе како се врти кристал око његове оси, која се подудара са зраком светлости, мења се јачина (интензитет) светлости. Код одређене оријентације (смера) кристала светлост је најјача, а нормално на то сасвим се угаси. Николова призма пропушта електричне осцилације само једног смера; ако компонента електричног поља у том смеру ишчезава, кристал је за светлост непропустан. 
Ако вектор електричног поља титра стално у једном правцу, тада се каже за талас, да је линеарно поларизован. Генералнији је случај ако електрично поље осцилује у равни нормалној на зрак таласа. У равни x, y, која стоји нормално на смер ширења таласа, може се генерално осциловање електричног вектора саставити од два линеарна осциловања у смеру y и z:
{\displaystyle E_{y}=a_{1}\cdot \cos(2\cdot \pi \cdot f\cdot t+\alpha _{1})}
{\displaystyle E_{z}=a_{2}\cdot \cos(2\cdot \pi \cdot f\cdot t+\alpha _{2})}
Ey иде од - a1 до + a1, а Ez од - a2 до + a2. Врх вектора описује елипсу. Ова елипса се претвара у равну црту ако је α1 = α2. Елиптично осциловање садржи, дакле, као специјалан случај линеарно осциловање.
Други важан случај је кружно или циркуларно осциловање. Ако се стави да су амплитуде у y и z смеру једнаке, а осим тога да између њих постоји фазна разлика од π/2 (90°), тада елипса прелази у кружницу. Два су могућа кружна осциловања. Прво:
{\displaystyle E_{y}=a\cdot \cos(2\cdot \pi \cdot f\cdot t)}
{\displaystyle E_{z}=a\cdot \sin(2\cdot \pi \cdot f\cdot t)}
и зове се лево кружно осциловање, а друго:
{\displaystyle E_{y}=a\cdot \cos(2\cdot \pi \cdot f\cdot t)}
{\displaystyle E_{z}=-\,a\cdot \sin(2\cdot \pi \cdot f\cdot t)}
десно кружно осциловање. Смисао вртње „лево” и „десно” не узима се према смеру ширења таласа, него према смеру погледа, дакле управо обрнуто. 
Већ према томе како су побуђени, атоми емитују елиптично поларизовану, линеарно поларизовану и кружно (циркуларно) поларизовану светлост. Све 3 врсте поларизације могу се једноставно експериментима установити. Ако је светлост кружно поларизована, добија се увек иста јачина (интензитет) светлости, како год се вртела Николова призма. 
Шта се дешава код линеарно поларизоване светлости, речено је раније. Већ према томе како се врти кристал око његове осе, која се подудара са зраком светлости, мења се јачина (интензитет) светлости. Код одређене оријентације кристала светлост је најјача, а нормално на то сасвим се угаси. Николова призма пропушта електрична осциловања само једног смера; ако компонента електричног поља у том смеру ишчезава, кристал је за светлост непропустан.
Елиптично поларизирано светло преставља општи случај, који се не да свести ни на један од пређашњих.
Светлост која допире до нас од неке светиљке састављена је од големог броја таласа које емитују поједини атоми. Сваки атом, попут бљеска, израчи један основни низ таласа. Сваки основни низ таласа има одређену таласну дужину. Експериментима се може установити да осциловање атома у току емисије траје око 10-8 секунди. За то време шири се од атома талас брзином од 3∙108 , те превали дужину од 10-8 . Основни низ таласа, емитован од атома, дуг је дакле око 3 метра. Тај низ таласа зове се још кохерентним, што латински значи зглобљен, очврснут, то јест такав низ таласа држи се сам собом као целина.